# Direcció general d'Europa Occidental, Central i Sud-est d'Europa
La Direcció general d'Europa Occidental, Central i Sud-est d'Europa és un òrgan de gestió de l'actual Ministeri d'Afers Exteriors, Unió Europea i Cooperació d'Espanya encarregada de la proposta i execució de la política exterior d'Espanya en la seva àrea geogràfica i la proposta i seguiment de la posició d'Espanya respecte de la disputa territorial de Gibraltar. Ha estat creada en 2018 en substitució de la Direcció general per a Europa.

## Funcions
Les funcions d'aquesta nova Secretaria d'Estat es regulaven en l'article 11 del Reial decret 768/2017:
- La proposta i execució de la política exterior d'Espanya a la seva àrea geogràfica corresponent.
- L'impuls de les relacions bilaterals amb els països que engloba.
- La proposta i el seguiment de la posició d'Espanya respecte de la disputa territorial de Gibraltar, en coordinació amb la resta d'òrgans del Ministeri, d'altres Departaments ministerials i d'altres Administracions Públiques.
- La proposta i execució de la política exterior d'Espanya respecte a Europa Oriental i Àsia central, i l'impuls de les relacions bilaterals amb els països i organitzacions i fòrums internacionals de la regió.

## Estructura
La Direcció general per a Europa s'organitzava en els següents òrgans:
- Subdirecció General de Països de la Unió Europea.
- Subdirecció General de Països Candidats, Països de l'Espai Econòmic Europeu i altres Països Europeus.
- Oficina d'Afers de Gibraltar.
- Subdirecció General d'Europa Oriental i Àsia central.
- Comissió de Límits amb França i Portugal.

## Directors generals
- Juan López-Herrera Sánchez (2017-)
- María Victoria Morera Villuendas (2012-2017)